# Душечкин, Андрей Андреевич
Андре́й Андре́евич Душечкин (бел. Андрэй Андрэевіч Душачкін; род. 8 февраля 1960, Минск) — советский и белорусский актёр театра и кино, педагог, литератор, заслуженный артист Республики Беларусь (2004).

## Биография
Андрей Душечкин родился 8 февраля 1960 года в городе Минске в семье народной артистки СССР Александры Ивановны Климовой и актёра-педагога Андрея Валентиновича Душечкина-Корсакова. В 1977 году окончил среднюю школу № 4 города Минска. После окончания школы поступил в Белорусский театрально-художественный институт, который окончил в 1981 году (курс Раевского В. Н.). С 1981 года — актёр Национального академического драматического театра имени М. Горького. С 2004 года — старший преподаватель кафедры театрального искусства в Белорусском Государственном Университете культуры и искусств.С 2023 года — старший преподаватель кафедры актёрского мастерства в Белорусской государственной академии искусств. Автор книг: «По ту сторону зеркала», «Отражения», «Письма луны», "Два неба", "Осколки чувств", "Колесо на обочине", "Костер", "Кофе на столе".

## Творчество

### Театральные работы
- «Деревянный рыцарь» С. Ковалёва — Он, Король
- «Альпийское сияние» П. Туррини — Юноша
- «Безумец и монахиня» С. Виткевича — Альфред
- «Дикарка» Ж. Ануя — Рояль
- «Трагическая повесть о Гамлете, принце Датском» В. Шекспира — Горацио
- «Волки и овцы» А. Островского — Лакей Купавиной
- «Калигула» А. Камю — Сципион
- «Амфитрион» по мотивам древнегреческих мифов и произведений Плавта, Ж-Б. Мольера, Г. Клейста, Ж. Жироду, П. Хакса — Меркурий
- «Срочно требуется… самоубийца» Н. Эрдмана — Виктор Викторович, писатель
- «Ночные карлики и Антигона» Л. Разумовской — Володя
- «Иван да Марья» В. Гольфельда — Иван
- «Егор Булычёв и другие» М. Горького — Степан Тятин
- «Бабье царство» Ю. Нагибина — Колька
- «Всё в саду» Э. Олби — Роджер
- «Единственный наследник» Ж-Ф. Реньяра — Эраст
- «Утешитель вдов» Дж. Маротта, Б. Рандоне — Кончетта Меле
- «Чудаки» М. Горького — Николай Потехин
- «Я твоя невеста» В. Астафьева — Философ
- «Каштанка» А. Чехова — Незнакомец
- «Я верю в гороскопы» А. Карелина — Булгаков
- «Мачеха» О. Бальзака — Эжен Рамель
- «Перед заходом солнца» Г. Гауптмана — Ганефельд
- «Дядюшкин сон» Ф. Достоевского — Мозгляков
- «Свободный брак» Д. Фо, Ф. Рамэ, Е. Мировича, А. Аверченко — Ведущий
- «Мнимый больной» Ж-Б. Мольера — Г-н де Бонфуа
- «Земляничная поляна» И. Бергмана — Окерман
- «Бег» М. Булгакова — Сергей Павлович Голубков
- «Звёзды седьмого неба» Г. Давыдько — Разлюляй
- «Свадьба Кречинского» А. Сухово-Кобылина — Нелькин
- «Горе от ума» А. Грибоедова — Платон Михайлович Горич
- «Загадочный визит» Ф. Дюрренматта — Доктор

### Роли в кино
1. 2022 — «Ночной режим» — Дмитрий Петрович
2. 2020 — «Купала» — Владимир Иванович Пичета
3. 2019 — «Случайный кадр» — Богдан Семёнович Лелюйко, финансовый консультант
4. 2016 — «Куба» — Григорий Владимирович Захаров, писатель
5. 2016 — «Дорога к матери» (Казахстан, Беларусь) — Давид Шломович, директор детского дома в Одессе
6. 2015 — «Обратная сторона Луны 2» — Леонид Константинович Покровский
7. 2014 — «Не покидай меня!» — Иван Сергеевич, военврач
8. 2012 — «Смерть шпионам. Ударная волна» — Степан Игоревич Шахов, заключённый "шарашки"
9. 2012 — «Деточки» — полковник Самойлов
10. 2011 — «Счастье есть» — врач
11. 2011 — «Пряники из картошки» — работник соцопеки
12. 2011 — «Немец» (Беларусь) — эпизод
13. 2011 — «Навигатор» — врач центра Иванникова
14. 2011 — «Всё, что нам нужно…» (Беларусь) — Веснин
15. 2010 — «Псевдоним „Албанец“-3» — Лесюков Павел Петрович
16. 2010 — «Месть» — мэр
17. 2010 — «Капитан Гордеев» — эпизод
18. 2010 — «Журов–2» — Георгий Буллах
19. 2009 — «Террористка Иванова» — молодой врач
20. 2009 — «Инсайт» — доктор Пережогин
21. 2009 — «Суд» — эпизод
22. 2009 — «Снайпер: Оружие возмездия» (Россия, Беларусь) — сотрудник НКВД
23. 2009 — «Сёмин» — главврач Сычёв
24. 2009 — «Днепровский рубеж» (Беларусь) — Паршин, доктор
25. 2009 — «Детективное агентство „Иван да Марья“» — Влад, муж Виктории
26. 2008 — «Тень самурая» (Беларусь) — Марковский, директор пансионата «Тихая заводь»
27. 2008 — «Каменская–5» — эксперт
28. 2007 — «Я сыщик» — эпизод
29. 2007 — «Сынок» (Беларусь) — брат Геннадия
30. 2007 — «Смерш» — аптекарь
31. 2007 — «Дочь генерала» — агент КГБ в Париже
32. 2005 — «Три талера» (Беларусь) — Борис Григорьевич
33. 2005 — «Призвание» (Беларусь, Россия) — эпизод
34. 2005 — «Дунечка» (Россия, Беларусь) — врач
35. 2005 — «Воскресенье в женской бане» — Петрухин, режиссёр
36. 2004 — «На безымянной высоте» (Россия, Беларусь) — офицер
37. 2004 — «Мужчины не плачут» — Запашный
38. 2004 — «Маленькие беглецы» (Беларусь) — папа
39. 2004 — «Вам — задание» (Беларусь)
40. 2003 — «Женщины в игре без правил» (Беларусь, Россия) — доктор
41. 2003 — «Вокзал» (Беларусь, Россия) — коммерсант
42. 2003 — В июне 41-го — офицер
43. 2002 — «Каменская–2» — эпизод
44. 2002 — «Закон» — адвокат Риты
45. 2001 — «Ускоренная помощь–2» (Беларусь, Россия) — больной
46. 2001 — «Жёлтый карлик» — эпизод
47. 1994 — «Эпилог» (Беларусь) — эпизод
48. 1990 — «Плач перепёлки» — солдат
49. 1985 — «С юбилеем подождём» — Юрий Ткачук, сын Виктора Никитича
50. 1985 — «Далёкий голос кукушки» — Виталий, шофёр, ленинградец
51. 1982 — «Давай поженимся» — Юрка
52. 1981 — «Паруса моего детства» — Заяц

## Награды
- 1988 — Специальный приз на фестивале «Золотой Витязь» за исполнение главной роли в фильме «О пропавших без вести»
- 1988 — Диплом Министерства культуры БССР
- 2004 — Почётное звание «Заслуженный артист Республики Беларусь»
- 2007 — Почётная грамота Белорусской православной церкви
- 2008 — Почётный диплом ЮНЕСКО за вклад в творческую и общественную деятельность
- 2010 — Медаль Франциска Скорины[2]
- 2011 — Медаль Союзного государства «За сотрудничество»
- 2020 — Медаль Максима Богдановича
- 2023 — Литературная премия им. Максима Танка